# Tormentor (canción)
Con tonada clásica de thrash metal y riffs drivados de la tendencia punk, Tormentor, es un sencillo de 1983no puesto a la audiencia pública pero que es reconocido como uno de los más emblemáticos de la banda estadounidense Slayer. En México, la canción se presentó, junto con el tema Evil Has No Boundaries, en emisiones radiales nocturnas especializadas en heavy metal, y hard rock, a principios de 1984.
Varias canciones y bandas tienen el término de Tormentor en su nombre. Sin embargo, la canción de Slayer es de las más conocidas en donde se usa el epíteto. La banda Kreator también tiene una canción llamada Tormentor, creada dos años después que la de Slayer.
La canción fue producida por Brian Slagel y es, junto con Metal Storm/Face the Slayer, de las más armónicas, siendo ambos temas criticados por parecerse musicalmente a  Venom y a Iron Maiden, sobre todo que esta última es de las bandas que se hallaban inmersas en lo que se conocería como NWOBHM.

## Tema
Al igual que con otras canciones de la banda, Tormentor tiene un matiz oscuro y lúgubre que recuerda a los dos primeros álbumes de Iron Maiden (el  Iron Maiden y el Killers), y a los dos primeros discos de  Venom (el Welcome to Hell y el  Black Metal). Donde se cuenta una historia, a veces en primera persona con tema sobrenatural, de historia negra, o simplemente de satanismo.
Igual que con otras de sus canciones, Slayer comienza de una manera la canción, cambia el ritmo a la mitad, y la termina con un riff abrupto sin desvanecimiento de los sonidos. Requinto y batería hacen el preámbulo, y a los 33 segundos de entrada, se hace cambio de ritmo y entran las vocales.
La narrativa es, en esta ocasión, desde el punto de vista de un asesino en busca de cualquiera que se encuentre caminando en la soledad de la noche para convertirlo en su siguiente víctima. Solo que el asesino no desea matar a su presa demasiado pronto ya que se pone a jugar con él/ella en una especie de tétrico juego del gato y el ratón. El asesino se regocija al ver cómo el miedo se apodera de la víctima quien cree ver en cada sombra de la noche al potencial asesino, para al final, darse cuenta de que ha perdido la perspectiva de la realidad y que su mente le está haciendo jugarretas. Sin embargo, esto es lo que el asesino quiere, ya que lo atormentará (de ahí el nombre de Tormentor; en español, "atormentador") hasta que al final sea suyo.